# Illumishade
Illumishade — швейцарський рок-гурт, створений у 2019 році.
Гурт заснували у 2019 році учасники гурту Eluveitie, Фаб’єн Ерні та Йонас Вольф.
Гурт створює кінематографічну та фентезійну музику в поєднанні з хард-роком і хеві-металом. Гурт підписав контракт з Napalm Records. 
Назва гурту є поєднанням англійських слів illumination і shade і вказує на контрасти: контрасти різних музичних смаків учасників, контрасти в музиці, контрасти  між баладами і хард-роковими треками.

## Історія
Гурт Illumishade був створений Фаб’єном Ерні у вересні 2018 року для дипломного проекту на ступінь магістра.
Фаб’єн Ерні згадує:
«Все почалося власне через те, що я мав отримати диплом магістра у вересні минулого року. Моє завдання полягало в тому, щоб створити концепцію, гурт і грати музику приблизно 40 хвилин.»
«Після моєї магістерської роботи нам усім сподобалася наша динаміка в гурті і ми дійсно насолоджувалися музикою, і було б шкода просто зупинитися!»
Учасники гурту вирішили продовжити грати разом і записати альбом.
Перший сингл, «World's End», був випущений 5 лютого 2020 року, а трохи більше ніж через тиждень вийшов другий сингл, «Rise». 
15 травня 2020 року гурт самостійно випустив свій дебютний альбом, Eclyptic: Wake of Shadows. Альбом отримав схвальні відгуки.
14 і 15 квітня 2023 року гурт Illumishade вперше зіграв концерт у Нідерландах після того, як попередній концерт у 2021 році було скасовано через пандемію COVID-19.
У липні 2023 року гурт підписав контракт з лейблом Napalm Records, а випуск другого альбому, Another Side of You, був оголошений на лютий 2024 року. Тоді ж було оголошено європейський тур.
Гурт збирається вперше виступити в Північній Америці для підтримки гурту Korpiklaani у квітні-травні 2024 року.

## Учасники гурту
- Фаб’єн Ерні (Fabienne Erni) — головний вокал, клавішні
- Йонас Вольф (Jonas Wolf) — гітара, бек-вокал
- Mirjam Skal (Mirjam Skal) — клавішні, бек-вокал
- Янік Урбанчик (Yannick Urbanczik) — бас
- Марк Фрідріх (Marc Friedrich) — ударні

## Дискографія

### Студійні альбоми
| Рік  | Назва                     | Коментарі |
| ---- | ------------------------- | --------- |
| 2020 | Eclyptic: Wake of Shadows |           |
| 2024 | Another Side of You       |           |

### Сингли
| Рік  | Назва                    | Альбом                    | Коментарі            |
| ---- | ------------------------ | ------------------------- | -------------------- |
| 2020 | "World's End"            | Eclyptic: Wake of Shadows |                      |
| 2020 | "Rise"                   | Eclyptic: Wake of Shadows |                      |
| 2020 | "Muse of Unknown Forces" | Eclyptic: Wake of Shadows |                      |
| 2020 | "Into the Unknown"       | Non-album singles         | cover from Frozen II |
| 2021 | "The Endless Vow"        | Non-album singles         |                      |
| 2021 | "Destined Path"          | Non-album singles         |                      |
| 2022 | "Elegy"                  | Another Side of You       |                      |
| 2023 | "Hymn"                   | Another Side of You       |                      |
| 2023 | "Enemy"                  | Another Side of You       |                      |
| 2023 | "Here We Are"            | Another Side of You       |                      |
| 2024 | "Cloudreader"            | Another Side of You       |                      |
| 2024 | "Riptide"                | Another Side of You       |                      |

### Промо сингли
| Рік  | Назва                                        | Альбом                    | Коментарі |
| ---- | -------------------------------------------- | ------------------------- | --------- |
| 2020 | "Crystal Silence"                            | Eclyptic: Wake of Shadows |           |
| 2020 | "Rise" (Live Acoustic Version)               | Non-album singles         |           |
| 2021 | "What Have I Become" (Live Acoustic Version) | Non-album singles         |           |